# Capoeira angola

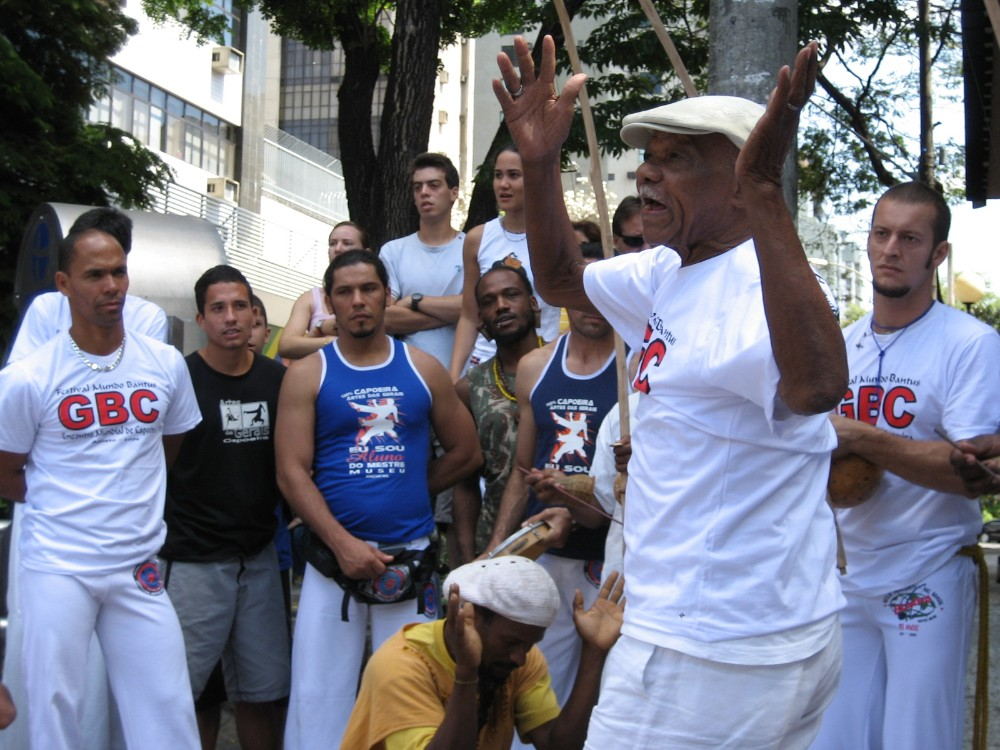
Mestre João Pequeño, elev till Mestre Pastinha, på väg att inleda ett spel.

Capoeira angola är en rörelse inom capoeira. Capoeira är en konstform som innehåller kamp, dans, musik och sång och som innan 1930-talet främst utövades av socialt utsatta svarta män i Brasilien. Till capoeira angola brukar man räkna de capoeirister som lärt sig capoeira genom Vincente Ferreira Pastinha (1889-1981, känd som Mestre Pastinha) eller utövar capoeira i hans anda.  Rörelsen betonar vikten av att dokumentera capoeirans historia och gör det bland annat genom att intervjua gamla mestres och att resa till Afrika för att söka likheter mellan kulturen där och capoeira. Brister i den historiska dokumentationen av capoeira ses av många angoleiros som en medveten rasism.  Mestre Pastinha hyllas som beskyddare av traditionerna inom capoeira i motsats till Manuel dos Reis Machado (1900-1974, känd som Mestre Bimba), som utmålas som en förrädare som i sin strävan efter godkännande från samhällets topp svek (den svarta) frihetskampen och i stället skapade en capoeira anpassad efter samhällets (vita) normer.

## Utövande

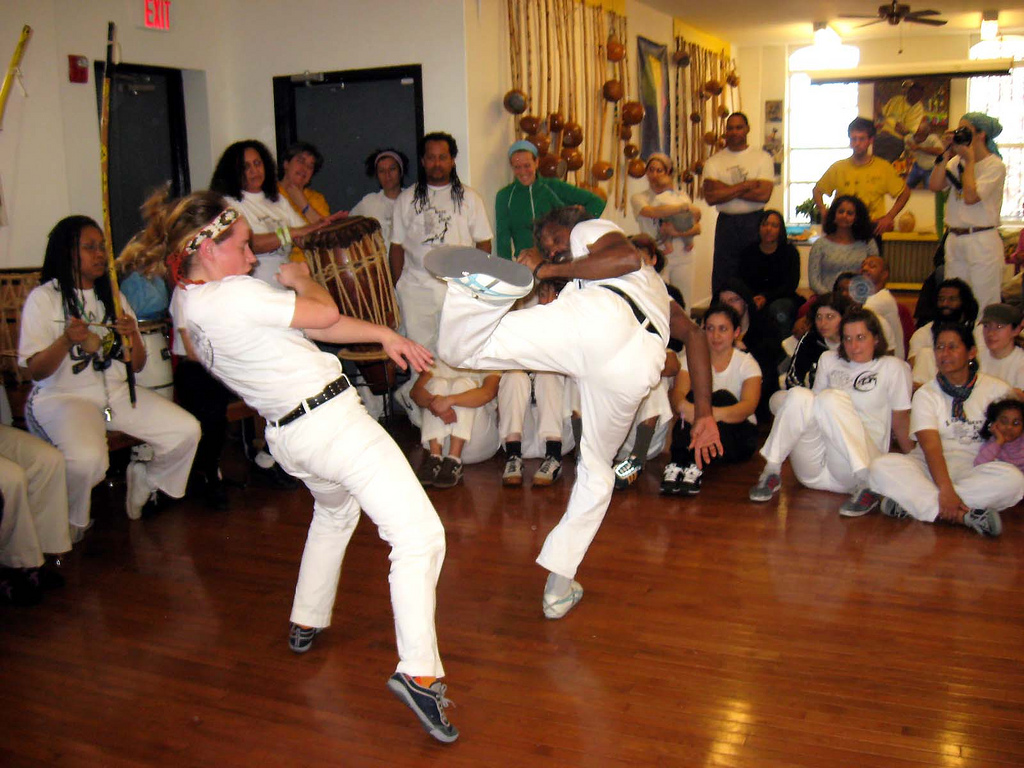
Mestre Cobra Mansa delar ut en spark.

Capoeira angola utövas som ett samarbete mellan alla deltagare i en roda, en cirkel där 8 personer spelar olika instrument, 2 personer spelar mot varandra i mitten och övriga åskådare sitter och sjunger. Den mest erfarna capoeiristen spelar vanligtvis gunga (det vill säga den berimbau som har störst kalebass) och kan liknas vid en dirigent som styr vad som händer rodan. Kommunikationen sker bland annat genom musiken. Olika rytmer bestämmer olika typer av spel, dessutom kan extra uppmärksamhet tillkallas genom att gungan spelar upprepade synkoper. Den improviserade sången kan användas till exempel för att beskriva vad som händer, att skämta, uttrycka sina personliga åsikter eller ge uppmaningar, till exempel om att spelarna skall spela på ett speciellt sätt, att musikerna skall följa rytmen, eller att kören skall sjunga starkare. Spelet kan beskrivas som fråga-svar, där den ena kommer med en attack (fråga) och den andra då måste skydda sig genom att hitta en väg ut (svar). Även om det inte anordnas tävlingar inom capoeira angola så kan man säga att den som hittar en fråga som dess motspelare inte hittar ett svar på har "vunnit en poäng".

### Rörelser
Rörelserna som används är främst ginga (portugisiska, betyder ungefär "måttlig ansträngning" och är grundsteget i Capoeira, där man går från sida till sida med böjda knän och armarna pendlar framför ansiktet för att skydda), olika sparkar(golpes, har olika namn beroende på hur man sparkar tex, armada "flottan" och meialua "halvmåne"), skallningar (cabecadas), fällningar(bl.a. bandas), bensaxar, handstående, huvudstående och hjulningar (aó), samt skyddande tekniker som kallas esquivas.

### Instrument
Musiken är en viktig del av capoeira angola. De instrument som används i en bateria är 3 berimbauer, 2 tamburiner (pandeiro), 1 gurka (reko-reko), 1 klocka (ago-go) och en stor trumma (atabaque). Baterian, och hela rodan styrs av den som spelar gunga. Gunga är den berimbau med störst kalebass. Den berimbau med näst störst kalebass kallas medio, och den med minst kalebass viola.

### Sånger

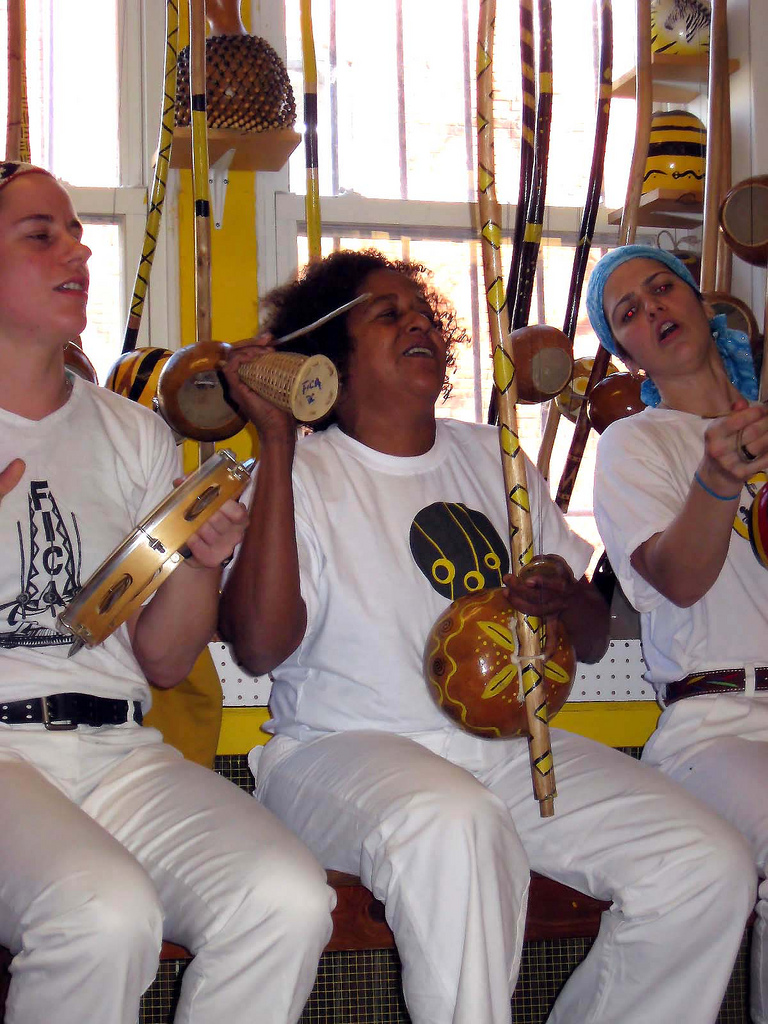
Mestre Janja spelar gunga.

De sånger som sjungs inom capoeira kan delas in i tre kategorier: ladainha, saudacau och corrido. Ladainhan inleder alltid en roda och kan vara en liten historia eller en filosofisk reflektion. Den kan vara improviserad och sjungs av endast en sångare, vanligtvis den person som spelar gunga. Ladainhan inleds alltid med ett iê för att tillkalla uppmärksamhet och när ladainhan sjungs så förväntas alla lyssna och det är inte tillåtet att spela mot varandra i mitten. I saudacau, som alltid följer efter ladainhan kan Gud och gamla mestres, eller vadhelst ledsångaren inspireras att ta upp hyllas och kören förväntas upprepa det som ledsångaren sjunger, fast inleda med ie och avsluta med camarada. Först när huvudsångaren börjar sjunga en corrido kan capoeiristerna börja spela med varandra. Det finns omkring 1500 olika corridos med varierande innehåll, så en erfaren capoerist kan genom att välja sång och improvisera utifrån den, uttrycka alltifrån skämtsamheter, förolämpningar och uppmaningar till politiska och historiska budskap. Eftersom kören enligt god sed förväntas svara entusiastisk på allt som ledsångaren sjunger kan en listig capoeirist manipulera oliktänkande att ge uttryck för åsikter som de egentligen inte alls hyser.